# 豊田都峰
豊田 都峰（とよた とほう 1931年1月13日 - 2015年7月25日）は、日本の俳人。京都府出身。立命館大学文学部卒。卒業後は京都府内の高校で教諭として務める。1948年、鈴鹿野風呂の「京鹿子」に入会。1973年、同編集長。1993年、同副主宰。1999年、丸山海道から引継ぎ「京鹿子」主宰。2006年より関西現代俳句協会の会長を務める。
2004年、『雲の唄』により第1回文学の森俳句大賞受賞。2010年、『土の唄』により第10回俳句四季大賞受賞。2013年、京都市芸術振興賞受賞。京都の風土性と現代との接点を探索。長谷川素逝の研究家でもある。

## 著書
句集
- 野の唄（1985年）
- 川の唄（1991年）
- 山の唄（2000年）
- 木の唄（2003年）
- 雲の唄（2004年）
- 土の唄（2009年）

その他
- 芭蕉京近江を往く（1973年）